# Saint-Jouan-de-l’Isle
Saint-Jouan-de-l’Isle település Franciaországban, Côtes-d’Armor megyében. Lakosainak száma 456 fő (2022. január 1.). Saint-Jouan-de-l’Isle Caulnes, La Chapelle-Blanche, Plumaugat és Quédillac községekkel határos.

## Népesség
A település népessége az elmúlt években az alábbi módon változott:
| Lakosok száma | 426  | 375  | 359  | 416  | 477  | 492  | 496  | 495  | 482  | 456  |
|               | 1968 | 1982 | 1990 | 2006 | 2013 | 2015 | 2017 | 2019 | 2020 | 2022 |